# Obetz, Ohio
Obetz, Ohio (енгл. Obetz) град је у америчкој савезној држави Охајо.

## Демографија
По попису из 2010. године број становника је 4.532, што је 555 (14,0%) становника више него 2000. године.
| Група             | 2000.         | 2010.         |
| Белци             | 3.686 (92,7%) | 3.848 (84,9%) |
| Афроамериканци    | 115 (2,9%)    | 348 (7,7%)    |
| Азијати           | 6 (0,2%)      | 94 (2,1%)     |
| Хиспаноамериканци | 59 (1,5%)     | 125 (2,8%)    |
| Укупно            | 3.977         | 4.532         |